# 魚津病院
魚津病院（うおづびょういん）は、富山県魚津市にある医療法人社団七徳会が運営する病院である。

## 概要
1984年（昭和59年）6月に新川老人福祉会10周年記念事業として老人病院建設構想が浮上し、同年8月29日に魚津病院設立準備会が開催された。同年9月11日に七徳会が発足し、9月27日に病院が起工、1986年5月1日に開院し、内部開院式が開催された。5月4日に竣工式が行われ、5月7日に業務が開始された。当初は4階建て延床面積1,536.24m2、病床36床にてスタートした（10月1日には3階36床を稼働開始し72床になった）。開院目的は、高齢者の入院に伴う付添費用の負担を軽減することが目的であった。発起人（代表）は清河七良（当時は魚津市長も兼任）および林照夫。
七徳会は1986年（昭和61年）12月26日に医療法人として設立認可され、1987年（昭和62年）1月6日に法人登記を完了させている。発起人の一人である清河七良は、同日以降2004年8月に死去するまで名誉理事長を務めることになる。
1988年（昭和63年）4月1日、魚津老人保健施設としての業務を開始した（富山県内では初で、全国でも8番目）。1994年（平成6年）4月1日には介護力強化病院に指定されている。
1991年（平成3年）4月1日には新川老人福祉会のケアハウス『魚津ハウス』がオープンした。
2009年（平成21年）8月10日には病院と接続した高齢者専用賃貸住宅『ぬくもりハウス』が竣工した。

### 病棟の増改築
開院以来増築を繰り返しており、1987年（昭和62年）1月26日には第2期工事が、1994年（平成6年）6月30日には山側病棟の増築工事（第3期）が、2000年（平成12年）4月2日には第4期工事が、2003年（平成15年）12月5日には魚津老人保健施設デイサービス改修工事が、2005年（平成17年）6月30日には大規模修繕と増設工事が、それぞれ竣工している。

## 診療科目
- 内科[1]
- リハビリテーション科[1]
- 歯科（2015年（平成27年）4月1日開設[12]）